# Caledonia (Illinois)
Caledonia é uma vila localizada no estado americano de Illinois, no Condado de Boone.

## Demografia
Segundo o censo americano de 2000, a sua população era de 199 habitantes. 
Em 2006, foi estimada uma população de 225, um aumento de 26 (13.1%).

## Geografia
De acordo com o United States Census Bureau tem uma área de 
1,4 km², dos quais 1,4 km² cobertos por terra e 0,0 km² cobertos por água. Caledonia localiza-se a aproximadamente 283 m acima do nível do mar.

## Localidades na vizinhança
O diagrama seguinte representa as localidades num raio de 16 km ao redor de Caledonia. 